# جيف بور
جيف بور (بالإنجليزية: Jeff Burr)‏ هو مخرج وممثل أمريكي، ولد في 1963 في الولايات المتحدة.

## وصلات خارجية
- جيف بور على موقع IMDb (الإنجليزية)
- جيف بور على موقع ألو سيني (الفرنسية)
- جيف بور على موقع أول موفي (الإنجليزية)
- جيف بور على موقع قاعدة بيانات الأفلام السويدية (السويدية)
- جيف بور على موقع قاعدة بيانات الفيلم (الإنجليزية)
- جيف بور على موقع كينوبويسك (الروسية)